# Doxografie
Doxografie (z řeckých slov δόξα - názor a γράφειν - psát, tj. „psaní o názorech“) je filosofické dílo, jehož autor shrnuje a komentuje různá tvrzení svých předchůdců. Doxografie byla oblíbeným žánrem zejména v pozdním starověku, kdy tvořili doxografové Theofrastos, Aetius nebo Diogenés Laertios. Současné vědomosti o antických filosofech, zejména předsokraticích, čerpají právě z toho, co o nich napsali doxografové, protože jejich vlastní texty se nedochovaly.